# Zračna luka Larestan
Zračna luka Larestan (IATA kod: LRR, ICAO kod: OISL) smještena je kod grada Lara u južnom dijelu Irana odnosno pokrajini Fars. Nalazi se na nadmorskoj visini od 800 m. Zračna luka ima jednu asfaltiranu uzletno-sletnu stazu dužine 3329 m, a koristi se za tuzemne i inozemne letove. Zračni prijevoznici koji nude redovne letove u ovoj zračnoj luci uključuju Aria Air (iz/u: Dubai), Iran Air (iz/u: Doha, Kuwait, Teheran-Mehrabad) i Iran Aseman Airlines (iz/u: Širaz, Teheran-Mehrabad, Abu Dhabi, Doha, Dubai, Kuwait).

## Vanjske poveznice
- (engl.) [neaktivna poveznica]
- (engl.) DAFIF, Great Circle Mapper: LRR